# Fiat N.3
Il Fiat N.3 era un monoplano biposto da turismo veloce ad ala bassa realizzato dall'azienda italiana Fiat Aeronautica nel 1932.
Il prototipo, costruito per una scommessa fatta dal capitano ingegnere Prospero Nuvoli, era costruito con una struttura mista di legno e metallo, tipica per la tecnologia dell'epoca. Venne realizzato in un unico prototipo ma ne furono previste due versioni con due differenti motorizzazioni a stella, entrambe con raffreddamento ad aria. L'unico esemplare costruito diventò l'aereo personale di Italo Balbo fino al 1933.

## Storia del progetto
Il progetto nacque a conseguenza di una scommessa fatta tra il capitano ingegnere Prospero Nuvoli e il senatore Giovanni Agnelli.

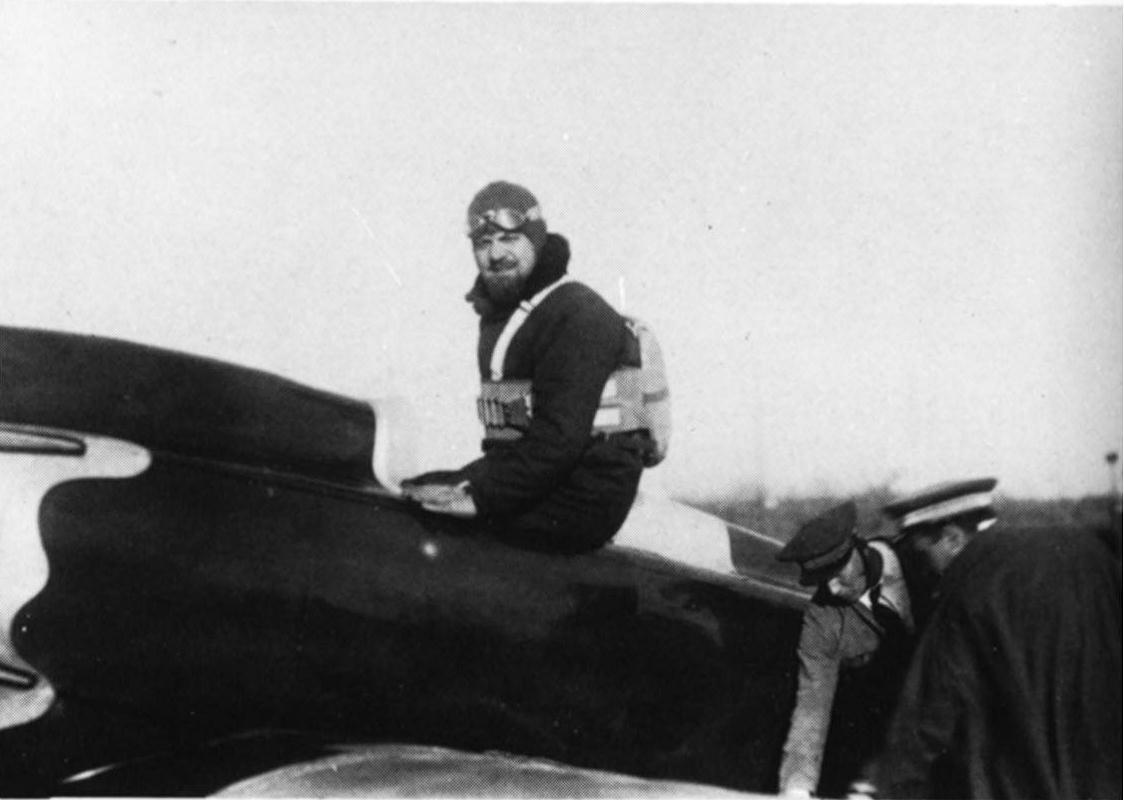
Italo Balbo sale sul "suo" Fiat N.3A

Il giovane ingegner Nuvoli, che era distaccato alla Fiat di Torino come addetto ai collaudi e alla sorveglianza militare, scommise che in soli 9 mesi avrebbe costruito un aereo monoplano con prestazioni superiori al Fiat AS.1 pur con una potenza motore inferiore al 50% del concorrente. Ottenuto il permesso dai superiori dell'Aeronautica Militare, Nuvoli rispettò l'impegno e costruì il Fiat N.3, dove N sta per Nuvoli mentre il numero 3, secondo le cronache, venne scelto per scaramanzia.
L'aereo fu portato in volo dal pilota collaudatore Francesco Brach Papa il 30 ottobre 1931. La stampa dell'epoca gli diede il soprannome di "motocicletta dell'aria", in riferimento alla scarsa potenza impiegata.
Malgrado la scommessa fosse stata vinta, e sebbene fosse prevista una produzione in serie con il più prestazionale motore AS.1 di Fiat, motivi economici fecero sì che fosse sviluppata e preferita dalla Fiat la produzione del "proprio" Fiat AS.1 a scapito del migliore Fiat N.3.
A riprova della indiscussa qualità del velivolo, Italo Balbo, dopo l'assegnazione della matricola militare MM 276, lo scelse come aereo personale fino a tutto il 1933 e una volta nominato Governatore Militare in Libia lo donò alla scuola di volo a vela di Pavullo nel Frignano.

## Tecnica

### Struttura

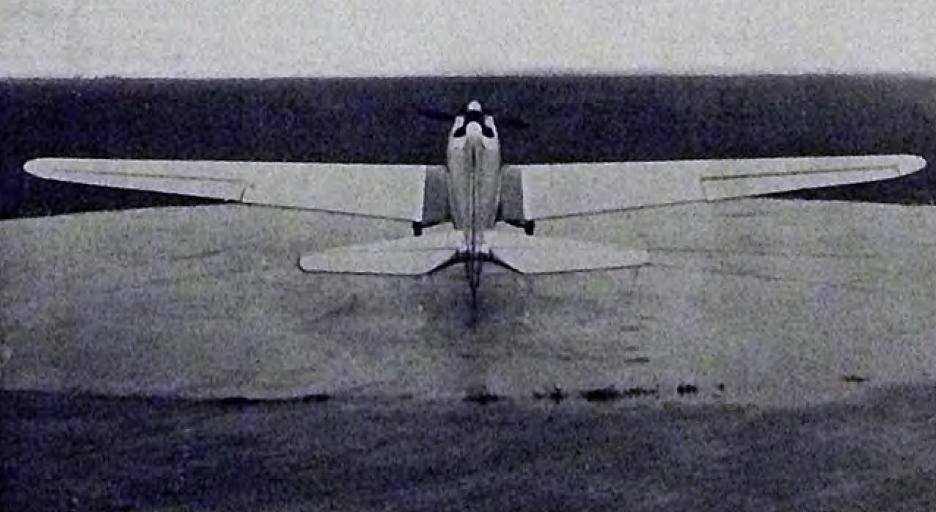
La filante linea dell'N.3 vista da dietro

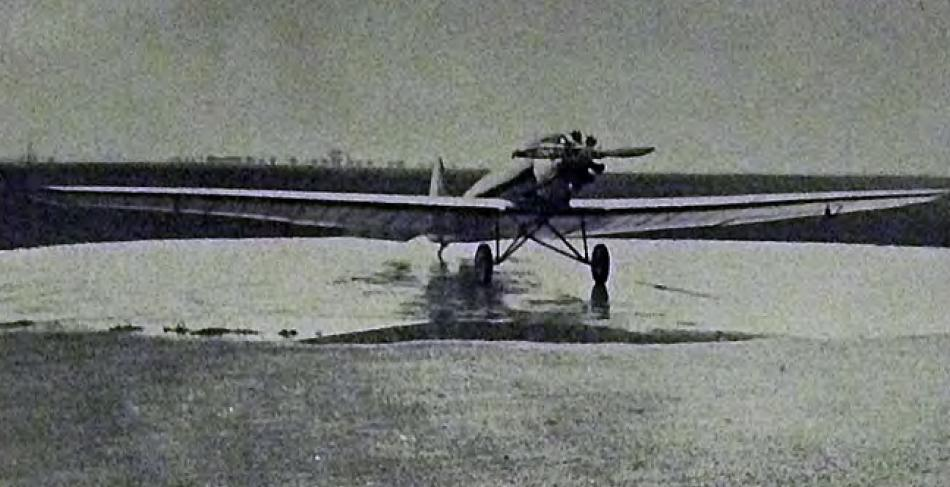
Visto di fronte a terra

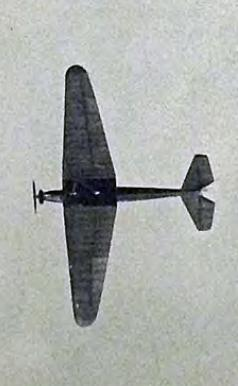
Visto dal basso in volo

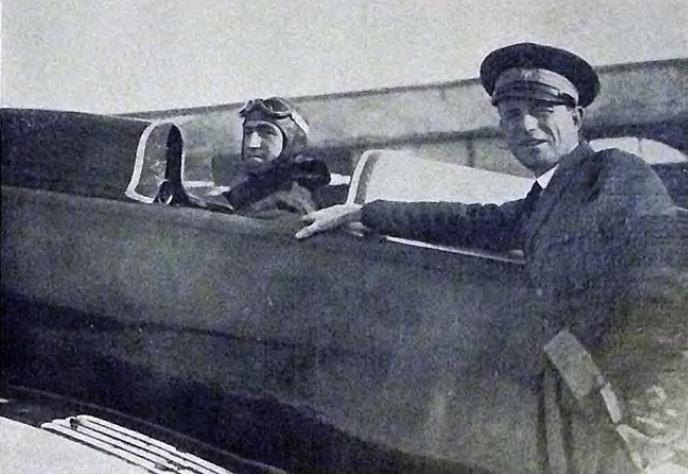
Il FIAT N. 3 a terra con il pilota collaudatore comandante Francesco Brach Papa e il progettista Capitano Ingegnere Prospero Nuvoli

Il Fiat N.3 era un monoplano biposto da turismo veloce ad ala bassa, a struttura mista lignea e duralluminio, costruito nel 1932 in un unico esemplare.
Erano previste due versioni con due differenti motorizzazioni entrambe a stella raffreddate ad aria: l'N.3 con motore da 45 CV (33 kW) Salmson AD.9 che venne usato per le prime prove e l'N.3/S con motore da 90 CV (66 kW) Fiat A.50, abbinati ad un'elica bipala di tipo traente previsto per la produzione di serie.
L'aereo si distingueva per la grande superficie alare e per il basso carico alare conseguente, cosa che gli conferiva doti di notevole manovrabilità e bassa velocità di stallo, inoltre, per le grandi doti di stabilità longitudinale il velivolo vantava prestazioni di tipo aliantistico.
La struttura era mista: legno e metallo (duralluminio e acciaio), con rivestimento in compensato nella fusoliera, nelle ali e negli impennaggi.
La fusoliera aveva una sezione somigliante ad uno scudo ed era particolarmente allungata cosa che la rendeva elegante. La struttura della fusoliera era costruita da cinque longheroni e numerosi longheroncini in legno di betulla intralicciati tra loro. Inoltre in alto vi era una robusta carenatura all'altezza delle teste degli occupanti, che si protraeva assottigliandosi per tutta la lunghezza della fusoliera irrobustendola.
Le ali molto allungate di forma triangolare erano a tutto sbalzo, con due longheroni longitudinali fissati su un pianetto della cellula della fusoliera con bulloni e piastre di fissaggio. I longheroni erano del tipo a scatola a larghezza costante e altezza variabile. Le centine erano in legno di pioppo e tutta l'ala era rivestita in compensato incollato e inchiodato.
Gli impennaggi erano in legno a profilo spesso, senza tiranti. Il timone di coda era in due pezzi fissati in blocco con la fusoliera, mentre la deriva era molto alta e solidamente fissata alla fusoliera, il tutto per evitare vibrazioni della struttura.
Il carrello d'atterraggio in duralluminio era fisso, a carreggiata larga e ammortizzato; le ruote avevano parafanghi e non erano frenate per la prevista bassa velocità di atterraggio; il pattino posteriore era in acciaio ammortizzato e smontabile facilmente.
Il motore era collegato alla fusoliera grazie ad un tronco di cono portante in alluminio sagomato con opportune nervature di rinforzo, il tronco di cono era poi inchiodato alla stessa fusoliera, cosa questa che gli permetteva di risparmiare peso rispetto al solito castello motore in tubi di acciaio. Inoltre, una camera stagna separava la sezione motore dalla sezione del pilota nella fusoliera.
Il serbatoio del carburante era anteriore al posto pilota ed era unico, mentre il radiatore dell'olio era parzialmente fuori sagoma nella fusoliera per un migliore raffreddamento. Il sistema dei tiranti di comando era molto diretto senza complessi leveraggi, cosa che conferiva ampia sensibilità al pilota. La strumentazione di bordo era molto essenziale. Il posto del pilota era anteriore e godeva di una eccezionale visibilità; il passeggero era posto in tandem posteriormente al pilota.
Il prototipo, unico esemplare costruito, contrariamente al progetto definitivo aveva le ali e gli impennaggi rivestiti in tela mentre le ruote non erano carenate.

### Motore
Erano previste due versioni con due diverse motorizzazioni:
- N.3/A con motore a stella a 9 cilindri Salmson AD.9 di 45 CV (33 kW) a 1 900 giri/min raffreddato ad aria, motore usato per le prove di omologazione nel Campo Sperimentale di Guidonia Montecelio dopo un volo di trasferimento da Torino effettuato dal maggiore Emilio Liberati.[5]
- N.3/S con motore a stella di sette cilindri Fiat A.50 di 90 CV (66 kW) a 1 900 giri/min raffreddato ad aria, di questa versione non si hanno notizie di una avvenuta costruzione.